# 奧羅布蘭科 (亞利桑那州)
奧羅布蘭科（英語：Oro Blanco）是位於美國亞利桑那州聖克魯斯縣的一個非建制地區。該地的面積和人口皆未知。

## 地理
奧羅布蘭科的座標為31°29′45″N 111°16′47″W / 31.49583°N 111.27972°W，而該地的平均海拔高度為1208米（即3963英尺）。